# Hylomyscus denniae
Hylomyscus denniae  (Thomas, 1906) è un roditore della famiglia dei Muridi diffuso nell'Africa centro-meridionale ed orientale.

## Descrizione

### Dimensioni
Roditore di piccole dimensioni, con la lunghezza della testa e del corpo tra 87 e 106 mm, la lunghezza della coda tra 123 e 153 mm, la lunghezza del piede tra 19 e 23 mm, la lunghezza delle orecchie tra 16 e 19 mm e un peso fino a 40 g.

### Aspetto
La pelliccia è soffice e lanosa. Le parti superiori variano dal giallo-brunastro al grigio, mentre le parti ventrali sono grigio-biancastre, talvolta con dei riflessi giallo-brunastri. La linea di demarcazione lungo i fianchi è netta. La testa è grigia, i lati inferiori del muso sono bianchi, mentre sono presenti degli anelli neri intorno agli occhi. Le orecchie sono grandi, marroni scure e prive di peli. La coda è più lunga della testa e del corpo, uniformemente bruno-grigiastra e ricoperta densamente di peli nella parte terminale. Le femmine hanno un paio di mammelle pettorali, un paio post-ascellari e 2 paia inguinali. Il numero cromosomico è 2n=48.

## Biologia

### Comportamento
È una specie arboricola e notturna. Costruisce nidi nelle cavità degli alberi. In cattività sembra essere abbastanza mansueta con i propri simili.

### Alimentazione
È onnivora, si nutre di frutta, semi, parti vegetali ed insetti raccolti sul terreno o sugli alberi.

### Riproduzione
Danno alla luce 3-7 piccoli alla volta più frequentemente tra luglio e settembre, molto meno tra ottobre e maggio, durante la stagione delle piogge. Diventano adulti sessualmente quando raggiungono un peso di circa 22 g.

## Distribuzione e habitat
Questa specie è diffusa nell'Africa centro-meridionale ed orientale.
Vive nelle foreste afro-montane tra 1.000 e 2.000 metri di altitudine, sebbene sia stata osservata fino a 4.400 metri sul Monte Ruwenzori. Non è invece presente nelle distese erbose aperte.

## Tassonomia
Sono state riconosciute 2 sottospecie:
- H.d.denniae: Massiccio del Ruwenzori, tra l'Uganda e la Repubblica Democratica del Congo;
- H.d.vulcanorum (Lönnberg & Gyldenstolpe, 1925): Uganda sud-occidentale, Ruanda e Burundi occidentali; Repubblica Democratica del Congo centro-orientale.

Gli individui dell'Angola centro-occidentali sono stati assegnati alla nuova specie Hylomyscus heinrichorum.

## Conservazione
La IUCN Red List, considerato che questa specie è diffusa e comune, classifica H.denniae come specie a rischio minimo (Least Concern).